# Wittingen
Wittingen là một thị xã ở huyện Gifhorn, bang Niedersachsen, Đức. Đô thị này có diện tích 225,08 km². Đô thị này có cự ly khoảng 30 km về phía đông bắc của Gifhorn, và 30 km về phía đông nam của Uelzen.
Wittingen gồm 27 khu vực dân cư:
| - Boitzenhagen - Darrigsdorf - Erpensen - Eutzen - Gannerwinkel - Glüsingen - Hagen - Kakerbeck - Knesebeck | - Küstorf - Lüben - Mahnburg - Ohrdorf - Plastau - Rade - Radenbeck - Schneflingen - Stöcken | - Suderwittingen - Teschendorf - Vorhop - Transvaal - Wittingen - Wollerstorf - Wunderbüttel - Zasenbeck - Rumsdorf |